# Erich Milleker
Erich Milleker (* 7. Juli 1942 in Werschetz; † 26. Juni 2007 in Berlin) war ein deutscher Verwaltungsjurist und Ministerialbeamter.

## Leben
Milleker studierte von 1960 bis 1965 Rechtswissenschaften in München und Genf und absolvierte den juristischen Vorbereitungsdienst von 1965 bis 1970. Er wurde 1974 zum Dr. promoviert.
Er trat 1974 in den Dienst des Bundeskanzleramtes und war dort von 1974 bis 1975 in der Gruppe I 3 (Staatliche Organisation, Kabinettsausschuss für die Reform von Bundesregierung und Bundesverwaltung) und von 1976 bis 1979 in der Gruppe 13 (Staatliche Organisation, Kabinettsausschuss für die Reform von Bundesregierung und Bundesverwaltung) der Abteilung I (Recht und Verwaltung) tätig. Im Anschluss leitete er von 1979 bis 1983 das Referat 132 (Öffentliches Recht einschließlich Verfassungsreform, Organisation und Geschäftsordnung der Bundesregierung, Öffentlicher Dienst, Justitiariat) und von 1983 bis 1984 in der Abteilung V (Gesellschaftliche und politische Analysen, Kommunikation) das Referat 513 (Verbindung zu gesellschaftlichen Gruppen, Kirchen, zu den Bereichen Kunst und Kultur).
Auf persönliche Empfehlung von Bundeskanzler Helmut Schmidt, für welchen Milleker lange im Bundeskanzleramt gearbeitet hatte, wechselte er 1985 unter Bundespräsident Richard von Weizsäcker in das Bundespräsidialamt, wo er innerhalb der Abteilung 1 (Inland) von 1985 bis 1990 Leiter des Referats I 6 (Kultur, Medien, Kirchen, Raumordnung, Bauwesen und Städtebau) und von 1990 bis 1991 Leiter des Referats 121 (Kultur, Medien und Kirchen) war. Dort hatte er zuletzt das Amt eines Ministerialdirigenten inne.
In späteren Jahren arbeitete er bei der EU-Vertretung in Brüssel und im Bundesministerium des Innern, wo er Unterabteilungsleiter und Mitglied der Unabhängigen Kommission zur Überprüfung des Vermögens der Parteien und Massenorganisationen der DDR wurde.
Erich Milleker verstarb am 26. Juni 2007 in Berlin und fand seine letzte Ruhestätte in der Familiengruft in Wien.

## Veröffentlichungen (Auswahl)
- Der negative internationale Kompetenzkonflikt: Versuch eines Beitrags zur Lehre vom Renvoi im internationalen Zivilprozess. Gieseking E u. W, 1975, ISBN 978-3769401820.